# Bengt Walden
Bengt Otto Walden (ur. 16 kwietnia 1973 w Nacce w Szwecji) – amerykański saneczkarz, startujący głównie w konkurencji jedynek. Od 1988 reprezentował Szwecję. W 2006 ożenił się z amerykańską saneczkarką Ashley Hayden. Od 2007 roku reprezentuje USA.
Czterokrotnie wystąpił na igrzyskach olimpijskich. Jako reprezentant Szwecji w igrzyskach w 1994 w Lillehammer zajął 17. miejsce w jedynkach. W 1998 w Nagano zajął 19. miejsce w jedynkach i 12. miejsce w dwójkach. W 2002 w Salt Lake City zajął 23. miejsce w jedynkach i nie ukończył konkurencji dwójek.
Startował  w reprezentacji Stanów Zjednoczonych na Igrzyskach w Vancouver. W konkurencji jedynek zajął 15. miejsce.
Wiosną 2011 roku zakończył aktywną karierę i został trenerem norweskich saneczkarzy.